# Innersta polskan
Innersta polskan är Johan Hedins andra studioalbum som soloartist, utgivet 2004.

## Låtlista
1. "Ljus" - 4:14
2. "Innersta polskan" - 5:57
3. "Springaren" - 5:57
4. "Vägfararen" - 8:57
5. "Lutan" - 5:30
6. "Åkerösviten" - 0:14
7. "Postludium" - 2:25

## Medverkande musiker
- Johan Hedin - nyckelharpa
- Fredrik Gille - slagverk

## Mottagande
Östgöta Correspondenten lovordade skivan och skrev "Innersta polskan är en triumf från en kung som spelar på strängar av guld och med känslor som tinar frusen ångest till varm livslust." Även Helsingborgs Dagblad gav skivan en positiv recension.